# 卡尚
卡尙（羅馬化：Kâšân [kɒːˈʃɒːn] ⓘ）是伊朗伊斯法罕省的一座城市，人口约40万。它是一座古城，2007年伊朗曾将它以锡亚勒克丘、菲恩花園为代表的历史区申请UNESCO世界遗产，但最后只有菲恩花園申遗成功。

## 友好城市
- 瑞典于默奥